# Frits Geuer
Hendrik Frederik Maria (Frits) Geuer (Utrecht, 19 januari 1878 – Coroico, 5 februari 1961) was een Nederlands glazenier en ontwerper.

## Leven en werk
Geuer was een zoon van Heinrich Johann Joseph Geuer (1841-1904) en Josephina Johanna Hubertina Stein. Zijn vader was in 1871 vanuit Duitsland naar Utrecht gekomen, om daar te werken als glazenier. Geuer jr. volgde samen met Bart van der Leck en Piet Klaarhamer tekenlessen bij het Genootschap Kunstliefde in Utrecht. Hij trok naar Duitsland om verder te leren aan de Kunstgewerbeschule en academie van München.
Na het overlijden van zijn vader in 1904, zette hij diens atelier aan de Herenstraat in Utrecht voort. Onder invloed van Antoon Derkinderen, nam hij geleidelijk aan afstand van het neogotische werk dat het atelier voorheen maakte. Zijn vaak kerkelijke opdrachtgevers konden dat niet goed waarderen. Rond 1908 sloot Geuer het atelier, waarna hij als glasschilder in Duitsland werkte. In 1912 trouwde hij met Hendrika (Riek) Stringa en ging hij een compagnieschap aan met Ed Löhrer. Een aantal jaren later werd de samenwerking beëindigd, Löhrer was ontevreden over Geuers productietempo.
Rond 1915 richtte Geuer in Soest zijn eigen atelier Het Zonneveld op. Zijn ramen werden in deze periode soberder: meer gestileerd, met weinig grisaille en dieptewerking. Het werk dat hij maakte voor de Sint-Bonifatiuskerk in Leeuwarden, leidde tot veel kritiek vanuit de katholieke geestelijken. Titus Brandsma nam het echter voor hem op. Mede vanwege deze kritiek trok Geuer met zijn vrouw in 1921 naar Duitsland. Ze leerden er gobelinweven aan de Kunstgewerbeschule in Stuttgart. Geuer maakte ontwerpen en zijn vrouw voerde ze uit. In 1926 vestigden ze zich in Noordwijk, waar ze atelier Het Getouw openden en gobelins en ander handweefwerk verkochten. Een jaar later trokken ze alweer naar Utrecht en in 1928 opende Geuer in Soest een werkplaats voor het gobelinweven. Hij ontwierp naast gobelins ook vloerkleden (met invloeden vanuit De Stijl en Bauhaus) die werden verkocht bij Metz & Co. Na nog wat omzwervingen in de crisistijd, trok het gezin in 1937 naar Bolivia. Hij richtte zich daar opnieuw op wandschilderingen en glasramen. Omdat er op een gegeven moment vanwege de oorlog geen glas kon worden geïmporteerd vanuit Europa, maakten de Geuers dat zelf. Hij voerde diverse opdrachten uit voor kerken en particulieren in La Paz en omgeving.
Geuer overleed in 1961, op 83-jarige leeftijd.

## Werken (selectie)
- glas in lood (1904) voor de Sint-Annakerk, Breda
- glas in lood (1916) voor de kerk van de Heilige Engelbewaarders (of Louisakerk) in Den Haag. Overgebracht naar de Mariakapel (2002) aan de Knegselseweg in Steensel.
- Dominicusraam (1919) voor de H.H. Cosmas en Damianuskerk, Abcoude
- Pinksterraam (1920) voor de Onze-Lieve-Vrouw-van-Goede-Raadkerk in Beverwijk
- glas in lood (1920) voor de Sint-Bonifatiuskerk in Leeuwarden
- glas in lood (1923) voor de Sint-Antoniuskerk, Dordrecht

## Afbeeldingen

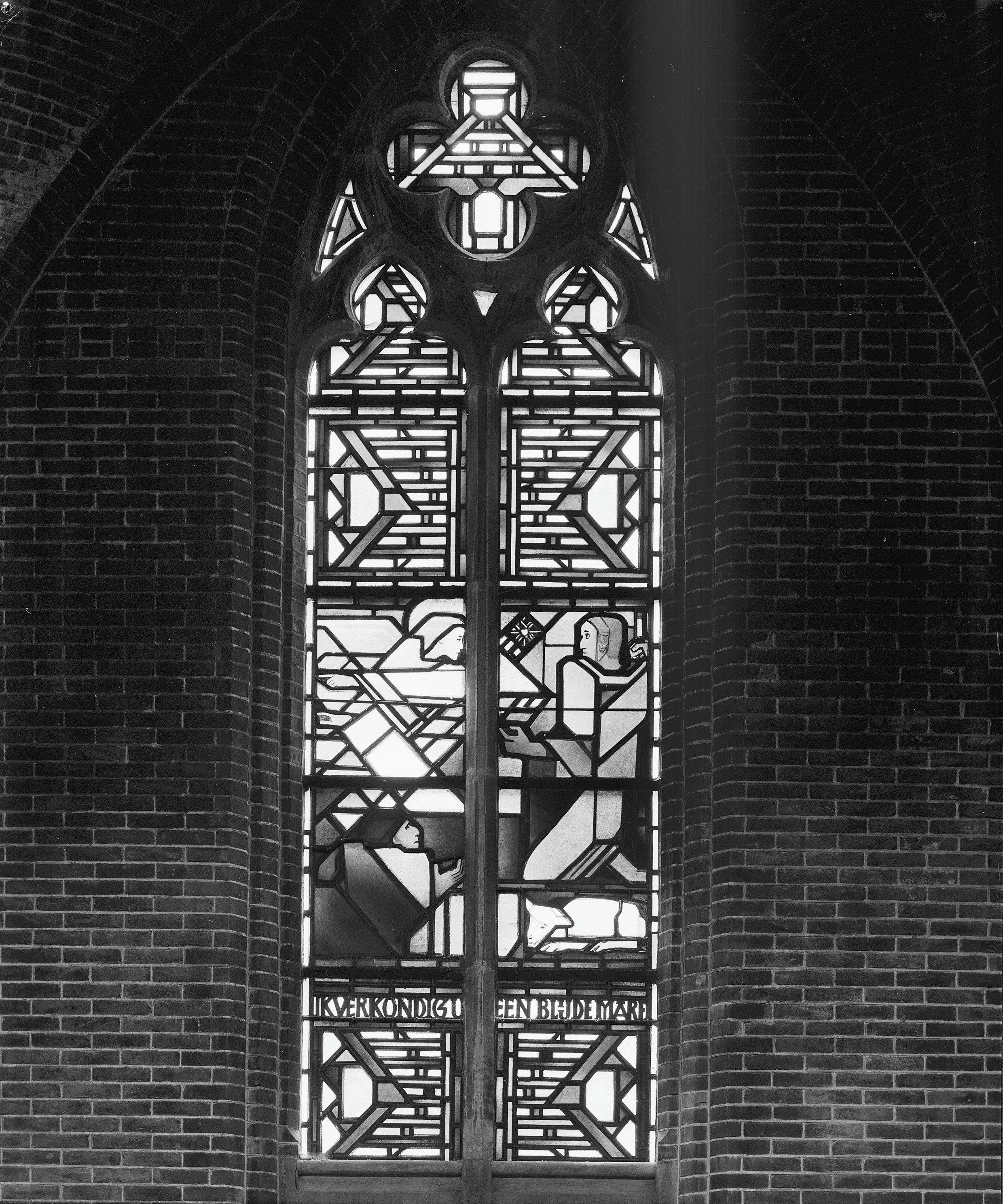
Bonifatiuskerk, Leeuwarden
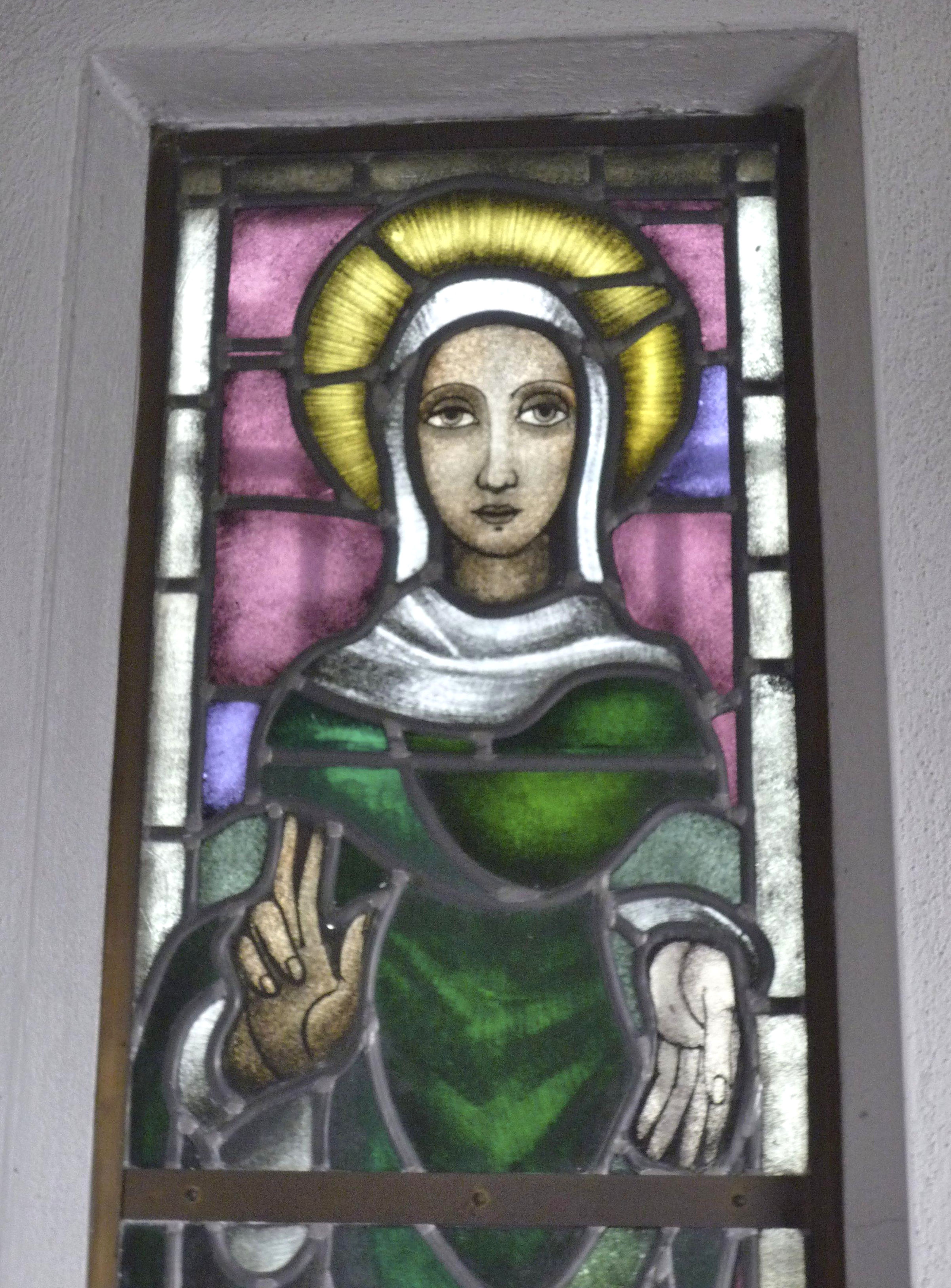
Mariakapel, Steensel
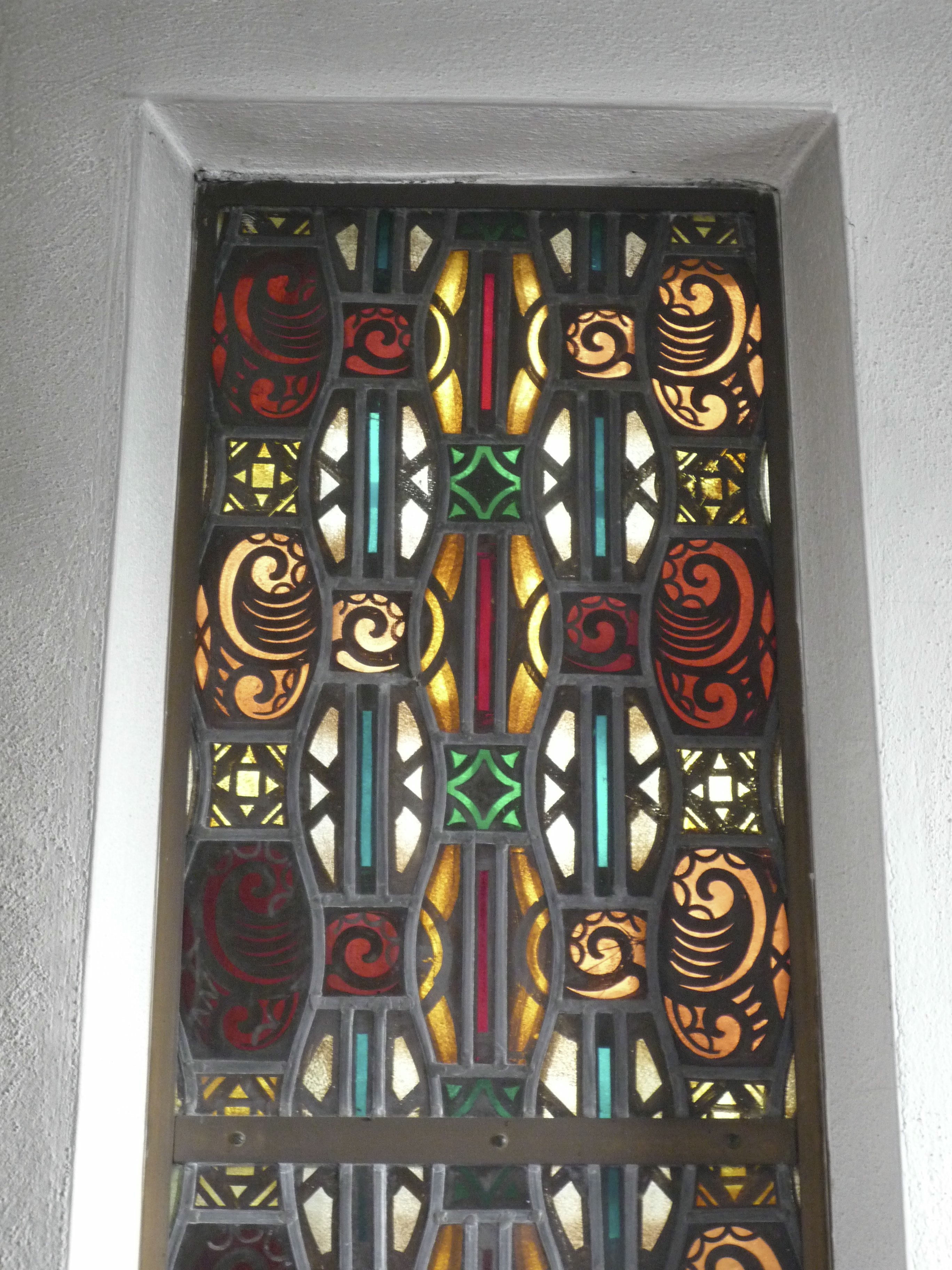
Mariakapel, Steensel